# Petrus Holmingius
Petrus Nicolai Holmingius, född omkring 1644 i Gårdsby socken, blivande Kronobergs län, död 24 november 1707 i Algutsboda socken, Kronobergs län, var en svensk präst.

## Biografi
Petrus Nicolai Holmingius föddes omkring 1644 i Gårdsby socken. Han var son till kyrkoherden Nicolai Holmingius och Anna Hermansdotter Dusæa. Han blev 1664 student vid Uppsala universitet och disputerade 1672. Holmingius tog 1673  filosofie kandidat. I juni 1676 prästvigdes han och förväntades ta över kyrkoherdetjänsten efter Petrus Magni i Algutsboda församling. I väntan på Magnis död hade han 1681 en hovtjänst hos Arfvid Ifvarsson i Stockholm. Samma år fick han ta emot en tredjedel av tjänsten i Algutsboda, 1684 halva tjänsten och 1689 två tredjedelar av tjänsten. Först 1690 blev han kyrkoherde i församlingen. Holmingius blev 1702 häradsprost i Uppvidinge kontrakt. Han avled 1707 i Algutsboda socken.

### Familj
Holmingius gifte sig första gången med en dotter till lektorn Gislo Unnerus i Växjö. Han gifte sig andra gången 24 juni 1683 med Elisabeth Aronsdotter Stolpe (död 1736). Hon var dotter till kyrkoherden Aron Stolpe i Madesjö församling och Elisabet Alander. De fick tillsammans barnen Annika Holmingia (född 1677) som var gift med komministern Carl Sandbäck i Algutsboda församling och komministern Brynolph Gislonius i Algutsboda församling, Sara Holmingia (1695–1777) som var gift med kyrkoherden Olaus Cedergren i Hulterstads församling, Maria Holmingia (1690–1724) som var gift med kyrkoherden Lars Segrelius i Förlösa församling, Brita Holmingia som var gift med kyrkoherden Andreas Hielm i Algutsboda församling och Elisabet Holmingia som var gift med kyrkoherden Enock Tvetovius i Lenhovda församling och Lars Odelin i Älmeboda församling.